# Melanoplus ordwayae
Melanoplus ordwayae är en insektsart som beskrevs av Mark Deyrup 1997. Melanoplus ordwayae ingår i släktet Melanoplus och familjen gräshoppor. Inga underarter finns listade i Catalogue of Life.